# Scoliodon macrorhynchos
Scoliodon macrorhynchos es una especie de tiburón en la familia Carcharhinidae. Antes era considerado como conspecificio con otro tiburón (S. laticaudus).